# Campylomyza armata
Campylomyza armata är en tvåvingeart som beskrevs av Boris Mamaev 1963. Campylomyza armata ingår i släktet Campylomyza och familjen gallmyggor. Arten är reproducerande i Sverige. Inga underarter finns listade i Catalogue of Life.